# Rick Gonzalez
Rick Gonzalez (ur. 30 czerwca 1979 w Nowym Jorku) – amerykański aktor. Występował w roli Timo Cruza w filmie Trener (2005) i jako Ben w serialu telewizyjnym Żniwiarz. Pojawił się jako Jezus w teledysku „Judas” (2011) Lady Gagi.

## Filmografia

### Filmy
- 1998: Lekcja życia (Thicker than blood) jako Sanchez
- 1999: Mambo Café jako Ricky
- 2000: Książę z Central Parku (Prince of Central Park) jako członek gangu
- 2001: Krokodyl Dundee w Los Angeles (Crocodile Dundee in Los Angeles) jako członek gangu
- 2002: Debiutant (The Rookie) jako Rudy Bonilla
- 2002: Na wzgórzach Hollywood (Laurel Canyon) jako Wyatt
- 2003: Old School: Niezaliczona (Old School) jako Spanish
- 2003: Pokonaj najszybszego (Biker Boyz) jako Angel
- 2004: Subway Café jako Vincent Young
- 2005: Życie na wrotkach (Roll Bounce) jako Naps
- 2005: Wojna światów (War of the Worlds) jako Vincent
- 2005: Trener (Coach Carter) jako Timo Cruz
- 2006: Puls (Pulse) jako Stone
- 2006: Pierwszy śnieg (First Snow) jako Andy Lopez
- 2007: What We Do Is Secret jako Pat Smear
- 2007: Brudna forsa (Illegal Tender) jako Wilson De Leon Jr.
- 2007: W dolinie Elah (In the Valley of Elah) jako Gabriel
- 2007: Oranges jako Gerardo
- 2008: Nowe stanowisko (The Promotion) jako Ernesto
- 2008: D.O.P.E. jako Fifo
- 2008: W cieniu chwały (Pride and Glory) jako Eladio Casado
- 2010: Flying Lessons jako Benjamin
- 2011: Emergo jako Paul Ortega

### Seriale telewizyjne
- 2000: Prawo i porządek: sekcja specjalna (Law & Order: Special Victims Unit) jako Alfonso
- 2000: Dotyk anioła (Touched by an Angel) jako Ramone
- 2001: Nash Bridges jako Hector
- 2001: Ostry dyżur (ER) jako Jorge Escalona
- 2002: Boston Public jako Juan Figgis
- 2002: The Shield: Świat glin (The Shield) jako Lucas
- 2002: Buffy: Postrach wampirów (Buffy the Vampire Slayer) jako Tomas
- 2006: CSI: Kryminalne zagadki Las Vegas (C.S.I.: Crime Scene Investigation) jako Marcus
- 2006: CSI: Kryminalne zagadki Miami jako Hector Rivera
- 2007–2009: Żniwiarz (Reaper) jako Ben Gonzalez
- 2010: Medium (Medium) jako Juan Espinosa
- 2010: Castle (Castle) jako Mickey Carlson
- 2010: Dowody zbrodni (Cold Case) jako Tut'82
- 2010: Magia kłamstwa (Lie to Me) jako Raul Campos
- 2010: Gra pozorów (Dark Blue) jako Manny Aguilar
- 2011: Traffic Light jako Charlie
- 2011: Bent jako Arturo